# Centre d'interprétation des mammifères marins
Le Centre d’interprétation des mammifères marins (CIMM), est situé à Tadoussac près de l'embouchure de la rivière Saguenay et du fleuve Saint-Laurent au Québec.

## Histoire et mission
Créé en 1991 par le Groupe de recherche et d’éducation sur les mammifères marins (GREMM), le CIMM est destiné à la mise en valeur de la recherche scientifique sur les baleines du Saint-Laurent.
En 2020, la salle d'exposition est agrandie pour accueillir de nouveaux squelettes de baleines provenant des signalements du public au Réseau québécois d'urgences pour les mammifères marins.
En 2021, le GREMM a annoncé le lancement du projet «Fenêtre sur les bélugas». Parmi les objectifs de cette nouvelle initiative figure le réaménagement de la salle de projection du CIMM en salle immersive. Celle-ci, dont les travaux devraient être complétés en 2022, permettra au public de découvrir les bélugas sous un tout nouvel angle. À l’aide de drones et d’hydrophones, les visiteurs pourront observer les bélugas en temps réel ou différé dans leur habitat naturel et ce, depuis la rive. Le théâtre immersif du CIMM ne représente qu’une des facettes de «Fenêtre sur les bélugas», qui prévoit de surcroit la mise en place de trois sites d’observation terrestre situés à Pointe Noire, un site de Parcs Canada, à Baie Sainte-Marguerite un site de la Sépaq, et à Gros Cacouna, un site de la Première Nation Wolastoqiyik Wahsipekuk. Ces sites visent à réduire la navigation de plaisance dans les aires les plus sensibles de l’habitat essentiel du béluga.
La réalisation de "Fenêtre sur les bélugas" a été rendue possible grâce à des soutiens financiers majeurs. Afin d'y parvenir, le GREMM s'est vu attribuer 1,1 million de dollars de Pêches et Océans Canada grâce au Fonds de la nature du Canada pour les espèces aquatiques en péril (FNCEAP), ainsi que 600 000$ de la part du gouvernement du Québec et 110 000$ du Fonds du Grand Mouvement et du Fonds d’aide au développement du milieu de la caisse Desjardins.

## Exposition
Ouvert au public de mai à octobre, le CIMM permet aux visiteurs de mieux appréhender les différentes espèces de mammifères marins évoluant dans le fleuve Saint-Laurent. On y découvre une collection de squelettes uniques au Canada dont un cachalot de 13 m, des vidéos inédites, univers sonore, jeux et  film exclusif. Il s'agit de la plus grande collection de ce genre au Canada. Les spécialistes sur place répondent aux questions des visiteurs. Les achats à la boutique contribuent aux projets de recherche sur les baleines.
À l'entrée du CIMM, le Jardin de la Grève est une zone de détente, de contemplation et d’animation. Il regroupe 5 500 plantes typiques de la Côte-Nord et abrite les sculptures de cinq bélugas grandeur nature. Le jardin est une collaboration avec les jardins de Métis.